# Jerome Assauer
Jerome Assauer (* 6. Juni 1988 in Köln) ist ein ehemaliger deutscher Fußballspieler.

## Karriere
Der 1,86 m große Stürmer, der nicht mit dem ehemaligen Fußballer und Manager Rudi Assauer verwandt ist, begann seine Karriere 1996 in den Jugendmannschaften des BC Efferen. 2001 wechselte er zu Borussia Mönchengladbach, wo er bis 2005 unter Vertrag war. Anschließend schloss er sich direkt dem rheinischen Rivalen 1. FC Köln an, wo er in der Jugendmannschaft spielte. Zur Saison 2007/08 unterschrieb er beim Zweitligisten SC Paderborn 07 einen Dreijahresvertrag.
Am 17. August 2007 absolvierte er seinen ersten Einsatz in der 2. Fußball-Bundesliga im Spiel beim SC Freiburg. Sein letztes Spiel für Paderborn machte Assauer am 18. Mai 2008 bei der 2:3-Niederlage gegen Borussia Mönchengladbach. Am 16. Dezember 2008 gab der SC Paderborn bekannt, dass Assauer zum 1. Januar 2009 zu Preußen Münster in die Regionalliga West wechseln werde.
Am 4. Juni 2010 verkündete der Wuppertaler SV Borussia auf seiner Vereinshomepage die Verpflichtung von Assauer zur Saison 2010/11, wo der Angreifer einen Vertrag bis 2012 erhielt. In der Winterpause 2011/12 wechselte Assauer innerhalb der Liga vom WSV zum Verein Sportfreunde Lotte. Dort sollte er helfen, den Verein in die 3. Liga zu führen, was am Ende mit der Vizemeisterschaft hinter Aufsteiger Borussia Dortmund II misslang.
Nach einem halben Jahr in Lotte verließ Assauer den Verein wieder und wechselte innerhalb der Liga zu TuS Koblenz. Dort traf er auf seinen ehemaligen Trainer Michael Dämgen, der ihn bereits in Wuppertal trainierte. Für die TuS absolvierte Assauer seine bislang persönlich beste Saison, indem er in 35 Spielen auf 20 Tore kam und damit bester Torjäger der Regionalliga Südwest 2012/13 wurde.
Zur Saison 2013/14 wollte Assauer zum Drittligisten SV Darmstadt 98 wechseln, jedoch bat er um Auflösung des Vertrages aus privaten Gründen. Assauer kehrte daraufhin nach Koblenz zurück und lief auch 2013/14 für die dortige TuS auf. Aufgrund von Verletzungen konnte er jedoch nicht an seine Leistungen der Vorsaison anknüpfen. Zur Saison 2014/15 erhielt Assauer keinen neuen Vertrag mehr von Seiten der TuS. Zu Saisonbeginn gab West-Regionalligist Viktoria Köln die Verpflichtung des Stürmers bekannt. Er erhielt in Köln einen Vertrag über ein Jahr. Nach einer Pause spielte er noch zwei Jahre für SC Germania Erftstadt-Lechenich.